# 이영익
이영익(李榮益, 1966년 8월 30일 ~ )은 대한민국의 전 축구 선수 및 지도자이다. 현역 시절 포지션은 수비수였다.

## 클럽 경력
1989년 럭키 금성에 입단하며 프로무대에 입문했다. 1989년 9월 6일 포항제철 아톰즈와의 경기에서 프로 데뷔골을 기록했다. 데뷔 첫해인 1989시즌 팀의 리그 준우승을 이끌며 K리그 베스트 일레븐에 선정되었다.
하지만 1991시즌 중반 허리 부상으로 1년 가까이 재활에 매진하면서 1992시즌 중후반이 다 돼서야 부상으로부터 벗어났고, 1993시즌에도 변함없는 기량과 체력을 보여주며 활약하였으나, 1994시즌 다시 허리 부상으로 인해 1년 가까이 재활에 다시 매달려야 했으며, 특히 조영증 감독이 부임하면서 대대적인 팀 리빙딩과 세대교체에 들어가면서 팀 내 입지가 점점 좁아져 갔다.
1995시즌을 앞두고 팀의 주장으로 선임되어 2년간 팀의 주장으로 팀을 이끌었으나, 결국 1997년 5월 전북 현대와의 경기를 끝으로 은퇴를 선언하였다.

## 국가대표팀 경력
고려대학교 재학 시절 1987년 하계 유니버시아드에 국가대표로 출전하였으며, 1990년 2월 4일 노르웨이와의 A매치를 통해 성인대표팀으로 데뷔하였다.
이후 국가대표에서 상당히 투지가 넘치는 수비와 플레이로 기대를 모았지만 국가대표팀 전지훈련 도중 치른 스페인 축구 국가대표팀과의 평가전에서 오른쪽 발가락 부상을 당하며 결국 1990년 FIFA 월드컵 출전이 좌절됐다.

## 지도자 경력
1998년 울산 현대미포조선 돌고래의 수석코치직에 취임하였고, 2003년 대전 시티즌의 수석코치직에 취임하여 최윤겸 감독을 보좌하였다.
하지만 의도적으로 누군가 감독과 수석 코치 사이를 벌어지게 만드는 악성 루머를 계속적으로 퍼뜨리고 그 진상 파악을 위해 2007년 3월 수석코치 집으로 찾아가 술을 마시던 중
수석코치의 이마에 지울수 없는 상처를 남기고 말았다. 이 사건으로 인해 구단측은 최윤겸에게 6개월 감봉의 징계를 내린 뒤 둘을 화해시켜 일단락되었다. 하지만 최감독의 진정성있는 사과없이 팀에 합류한 이코치는 마음의 상처를 더 크게 받아야했다. 악성루머까지 나돌게 감독은 방치했고 이것이 이코치의 심적 고충을 더욱 가중시키는 결과를 초래해 결국 2007년 6월 폭행 혐의로 최윤겸을 형사고발했다.
이후 FC 서울의 유스팀인 동북고등학교 축구부 지도자 역임 후 2013년 상주 상무의 수석 코치로 부임해 박항서 감독을 보좌하였고, 팀의 2013, 2015시즌 두번의 K리그 챌린지 우승과 승격을 이끌어냈다.
2016년 경남 FC 수석 코치를 역임하면서 김종부 감독을 보좌하였다.
2016년 11월 9일 최문식의 후임으로 대전 시티즌의 감독으로 선임되며, 대략 10년만에 대전으로 복귀하였다.
11월 17일 취임식을 가지며 공식적으로 취임하였다.
3월 4일 안산 그리너스 FC와의 리그 첫경기를 통해 자신의 감독 데뷔전을 치렀으나, 1:2로 패했다. 3월 18일 서울 이랜드와의 경기를 통해 감독으로서의 첫 승을 거두었다. 하지만 이후 대전은 연패를 지속하며 부진하기 시작했고, 5월 7일 경남 FC전에서 패배하여 리그 최하위로 떨어졌다. 또한 4월 22일 부산 아이파크전 패배를 시작으로 6월 5일 부산 아이파크전까지 총 리그 7연패를 기록하며 극심한 부진에 빠지는 등 좀처럼 리그 최하위에서 벗어나지 못했다. 6월 13일 수원 FC전을 통해 7연패를 끊어냄과 동시에 시즌 두번째 승과 구단 통산 200승을 달성하였다. 8월 5일 수원 FC와의 홈경기에서 2:0 승리를 거두며 대략 3개월만에 리그 최하위에서 벗어났다. 하지만 곧바로 다시 리그 최하위로 추락하였으며, 8월 들어 경남과 성남과의 연이은 두경기 서 4골씩, 총 8골을 실점하는 등 다시 부진하기 시작하였고, 결국 8월 31일 성적 부진에 책임을 지고 사퇴하였다.
2018년 1월 3일 경남 FC 수석코치로 취임하면서 김종부 감독을
다시 보좌하게 되었다.

## 수상 내역
| 선수 클럽 前 럭키금성 황소･LG 치타스･안양 LG 치타스 K리그1 ● 우승 (1) : 1990 ● 준우승 (2) : 1989 , 1993 리그컵 ● 준우승 (2) : 1992 , 1994 개인 1989년 K리그1 베스트 11 df 선정 | 코치 클럽 울산 현대미포조선 돌고래 전국축구선수권대회 ● 우승 (1) : 2000 대전 시티즌 FA컵 ● 3위 (1) : 2004 리그컵 ● 준우승 (1) : 2004 ● 4위 (1) : 2006 동북고등학교 축구부 K리그 주니어 ● 우승 (1) : 2009 ● 3위 (1) : 2008 상주 상무 K리그2 ● 우승 (2) : 2013 , 2015 경남 FC K리그1 ● 준우승 (1) : 2018 | 감독 클럽 동북고등학교 축구부 K리그 주니어 ● 3위 (1) : 2010 개인 2012년 대한축구협회 우수지도자상 수상 |